# Louis d'Ambrosio
Louis d'Ambrosio, né le 21 juin 1879 à Picinisco et mort le 15 décembre 1946 à Paris, est un sculpteur français,

## Biographie
Louis d'Ambrosio est le fils de Thomas d'Ambrosio et d'Élisabeth Randolfi.
Par décret, il obtient la naturalisation française.
Élève de Paul Gasq et d'Henri-Léon Gréber, il expose au Salon à partir de 1905.
En 1900, il épouse Louise Émélie Nestel (1876-1962). 
Engagé dans le conflit de la première Guerre mondiale, il obtient 3 citations à l'ordre de la Division.
En 1925, il remporte le prix de l'Yser et en 1928, il participe aux épreuves artistiques des Jeux olympiques d'été de 1928.
Il meurt dans le 13e arrondissement de Paris, à l'âge de 67 ans.

## Distinctions
- Chevalier de la Légion d'honneur (1932).
- Officier de la Légion d'honneur (1946).